# Tepelné tváření
Tepelné tváření (anglicky thermoforming) je výrobní proces, při kterém se plast zahřívá na tvarovací teplotu, formuje se do určitého tvaru ve formě a následně se ořezává, čímž vznikne použitelný produkt.

## Proces

Animace tváření

Výrobní proces tepelného tváření obsahuje následující fáze:
- ohřev materiálu
- formování výrobku
- chlazení výrobku
- odformování výrobku

### Ohřev materiálu
Plastová deska je zahřívána pomocí sestavy topných těles na teplotu, při které se materiál stává plastickým. Po dobu ohřevu je třeba hlídat průhyb desky, a popřípadě pomocí tlakového vzduchu udržovat desku v rovině tak, aby nedošlo ke kontaktu se spodními ohřívacími tělesy.     

### Formování výrobku
Zde se rozlišuje formování do pozitivní, nebo negativní formy. Při formování do pozitivní formy nejprve vytvoříme pomocí tlakového vzduchu dodaného pod nahřátou desku tzv. bublinu. Do této bubliny je mechanicky vysunuta předehřátá tvarovací forma. Následně je odsát veškerý vzduch, který uvízl mezi formou a plastovou deskou. Takto plastový materiál “obalí” tvarovou formu a dosáhne požadovaného tvaru. Při lisování do negativní formy odpadá fáze vytvoření bubliny, vakuum vtáhne nahřátý materiál přímo dovnitř nahřáté formy.

### Chlazení výrobku
Po vakuaci a vytvarování výrobku je třeba materiál (plast) zchladit na teplotu, která je nižší nežli bod jeho tání. Jde o to aby si plastový materiál udržel svůj nový tvar i po vyjmutí tvarovací formy. Chlazení probíhá pomocí přívodu chladicího vzduchu na plochu nově vytvarovaného výrobku a to buď pomocí sestavy ventilátorů instalované na horním rámu stroje nad tvarovací zónou, nebo systémem hrdel napojených na centrální ventilátor, přivádějící co možná nejchladnější vzduch pro chlazení výrobku. Dále se dá proces chlazení urychlit rozprášením destilované vody do proudu přiváděného vzduchu.

### Odformování výrobku
Poté, co je výrobek zchlazen na teplotu, při které si udrží svůj tvar i bez podpory tvarovací formy, dojde k procesu odformování. Stůl, na kterém je upevněna forma sjede zpět dolů do stroje a tím dojde k vysunutí formy z výlisku. U sofistikovaných zařízení je možno použít dělených forem s ovládáním přímo z řídícího panelu a lisovat takto i velmi složité tvary, které by bez této funkce nebylo možno odformovat.
Celý tento proces může být doplněn také o automatické vkládání plastových desek do stroje a automatické vykládání výlisků po výrobním procesu. Takto je strojní linka téměř automatická a potřebuje minimální zásahy ze strany obsluhy.

## Využití
Pomocí technologie thermoforming se vyrábějí zejména výrobky pro automobilový průmysl, jako jsou různé části karosérií, palubních desek, interiérové panely atd. Dále se lze setkat s tepelně tvářenými výlisky na zahradních sekačkách, bílé elektronice (ledničky), domácí elektronika (plastové kryty všech typů), sanitární předměty (vany, sprchové vaničky), blastry, obaly, potravinářské obaly a spousta dalších výrobků.